# Albader Parad
Albader Parad ( ? - 21 février 2010), est un islamiste philippin et un commandant militaire du groupe Abu Sayyaf, opérant au sud des Philippines. Il était l'un des terroristes les plus recherchés par Manille. Le gouvernement américain offrait une récompense de 15 000 $ pour sa capture. 

## Biographie
Il est suspecté d'être impliqué dans l'enlèvement mené par Galib Andang, alias « Commandant Robot », le 23 avril 2000,;, de 21 otages dont au moins 10 étrangers à Sipadan en Malaisie. La majorité des otages, détenus dans l'île voisine de Jolo, sont libérés dans les mois suivants, à l'exception de Roland Ulla qui parvient à s'échapper le 6 juin 2003 mais dont le rôle reste flou dans cette affaire.
Responsable de plusieurs autres enlèvements, attentats et extorsions sur l'île de Jolo, il se rend coupable le 15 avril 2007 de la décapitation de sept civils philippins, enlevés sur l'île de Jolo.
En juin 2008, il est impliqué avec Gapur Jundain dans l'enlèvement de la journaliste philippine Ces Orena-Drilon.
Albader Parad se fait connaître au monde le 15 janvier 2009 par l'enlèvement de trois employés de la Croix-Rouge , l'italien Eugenio Vagni, le suisse Andreas Notter et la philippine Mary Jean Lacaba, pour exiger le retrait des forces armées philippines de Jolo. Les trois otages seront relâchés sains et saufs la même année, en avril pour Lacaba et Notter et en juillet pour Vagni. 
Activement recherché par les autorités, il échappe à une tentative d'arrestation le 20 septembre 2009 sur l'île de Jolo, opération qui visait également Isnilon Totoni Hapilon, le numéro 2 présumé du mouvement et Umbra Jumdail, aussi connu sous le nom de « Docteur Abu ».

## Décès
Albader Parad est mort le 21 février 2010 au cours d'une opération menée par les forces armées philippines qui le visait ainsi qu'Umbra Jumdail. Menée sur l'île de Jolo, au pied du mont Tucay, elle se solde par la mort d'un soldat philippin et de six militants islamistes. 
L'un des corps est formellement identifié comme étant celui de Parad par quatre civils de Jolo. Le décès du chef islamiste est ensuite officiellement confirmé par des tests ADN. Par ailleurs, un jeune frère d'Umbra Jumdail, Abdulhan, compte parmi les islamistes tués.
En mars 2010, une opération punitive est lancée par des membres du mouvement islamiste contre le village de Tubijan sur l'île de Mindanao pour venger la mort de Parad ainsi que l'arrestation de deux membres-clés du mouvement. Un milicien et dix civils dont un enfant trouvent la mort. 